# Стефан Димитров (революционер)
Вижте пояснителната страница за други личности с името Стефан Димитров.
Стефан Димитров е български революционер, велешки войвода на Вътрешна македоно-одринска революционна организация.

## Биография
Стефан Димитров е роден в 1876 година в леринското село Зелениче, тогава в Османската империя, днес Склитро, Гърция. Началното си образование получава в родното Зелениче, а гимназия завършва в Пловдив, откъдето е и приятелството със Стефан Николов – Калфата. Учи математика в Софийския университет, но в 1900 година го напуска и става учител в кукушкото трикласно училище. Влиза във ВМОРО.
През май 1901 година по време на Солунската афера заедно с 12 съмишленици е арестуван от турската власт. Осъден е на 7 години затвор в Подрум кале, но е амнистиран през 1903 година след Илинденско-Преображенското въстание. След завръщането си става четник при Апостол Петков в Ениджевардарско.
През пролетта на 1904 година е изпратен от ВМОРО за войвода във Велешко на мястото на убития Никола Дечев, където негов подвойвода е Пеню Шиваров. От 2 май до 5 юни Стефан Димитров е делегат на Прилепския конгрес, организиран от Даме Груев, Гьорче Петров, Пере Тошев и други, с цел възстановяване революционните райони след въстанието. Стефан Димитров влиза в разпра с близкия на Борис Сарафов, Иван Наумов – Алябака, в резултат на което дълго време организацията във Велешко страда.
| Чета на Стефан Димитров, 12 март 1904 година | Чета на Стефан Димитров, 12 март 1904 година | Чета на Стефан Димитров, 12 март 1904 година | Чета на Стефан Димитров, 12 март 1904 година | Чета на Стефан Димитров, 12 март 1904 година |
| Номер                                        | Име                                          | Селище                                       | Околия                                       | Забележка                                    |
| -------------------------------------------- | -------------------------------------------- | -------------------------------------------- | -------------------------------------------- | -------------------------------------------- |
| 1.                                           | Стефан Димитров                              | Зелениче                                     | Леринска                                     |                                              |
| 2.                                           | Тодор Найденов                               | Тетевен                                      | Тетевенска                                   | ранен                                        |
| 3.                                           | Васил Тодоров                                | Шестеово                                     | Костурска                                    |                                              |
| 4.                                           | Панайот Николов                              | Джумая                                       | Джумайска                                    |                                              |
| 5.                                           | Пандо Костов                                 | Велес                                        | Велешка                                      |                                              |
| 6.                                           | Михаил Дедович                               | Цетине                                       | Черна гора                                   | убит                                         |
| 7.                                           | Стоян Радович                                | Цетине                                       | Черна гора                                   | убит                                         |
| 8.                                           | Стефан Николов                               | Карлово                                      | Карловска                                    | убит                                         |
| 9.                                           | Костадин Георгиев                            | Карлово                                      | Карловска                                    |                                              |
| 10.                                          | Христо Атанасов                              | Аланово                                      | Пловдивска                                   | ранен                                        |
| 11.                                          | Константин Панайотов                         | Одрин                                        | Одринска                                     | убит                                         |
| 12.                                          | Христо Койчев                                | София                                        | Софийска                                     |                                              |
| 13.                                          | Иван х. Тодоров                              | Банско                                       | Разложка                                     |                                              |
| 14.                                          | Ванчо Йотов                                  | Ловеч                                        | Ловешка                                      |                                              |
| 15.                                          | Стефан Николов                               | Зелениче                                     | Леринска                                     | предал се                                    |
| 16.                                          | Илия Караджов                                | Кавадарци                                    | Тиквешка                                     |                                              |
| 17.                                          | Иван Николаев                                | Пловдив                                      | Пловдивска                                   | ранен                                        |
| 18.                                          | П. Шиваров                                   | Чирпан                                       | Пловдивска                                   |                                              |

На 23 декември 1904 година Димитров залавя в Башино село сърбоманския четнически войвода Наце Янкович и го екзекутира.
На 2 януари 1905 година Стефан Димитров участва на Скопския конгрес на ВМОРО, на който присъстват още Ефрем Чучков, Кръстьо Българията, Атанас Бабата, Мише Развигоров, Петър Ангелов, Коста Нунков и други.
През февруари 1905 година при село Богомила Стефан Димитров дава сражение на Григор Соколов - Ляме. Без жертви двете чети се оттеглят, но на 15 април, с помощта на Кямил ага, четата на Стефан Димитров разбива сръбската чета на Тренко Руянов в местността Яворът, между селата Бистрица и Црешново.
| Чета на Стефан Димитров, 5 февруари 1905 година | Чета на Стефан Димитров, 5 февруари 1905 година | Чета на Стефан Димитров, 5 февруари 1905 година | Чета на Стефан Димитров, 5 февруари 1905 година | Чета на Стефан Димитров, 5 февруари 1905 година |
| Номер                                           | Име                                             | Селище                                          | Околия                                          | Забележка                                       |
| ----------------------------------------------- | ----------------------------------------------- | ----------------------------------------------- | ----------------------------------------------- | ----------------------------------------------- |
| 1.                                              | Стефан Димитров                                 | Зелениче                                        | Леринска                                        | убит                                            |
| 2.                                              | Дачо Йотов                                      | Турски извор                                    | Тетевенска                                      | убит                                            |
| 3.                                              | Милан Митрев                                    | Гърнчище                                        | Прилепска                                       | убит                                            |
| 4.                                              | Милан Ацев                                      | Велес                                           | Велешка                                         | убит                                            |
| 5.                                              | Коста Чичовалиев                                | Чичево                                          | Велешка                                         | убит                                            |
| 6.                                              | Игнат Саздов                                    | Велес                                           | Велешка                                         | убит                                            |
| 7.                                              | Иван Христов                                    | Папрадище                                       | Велешка                                         | убит                                            |
| 8.                                              | Алексо Пешов                                    | Велес                                           | Велешка                                         | убит                                            |
| 9.                                              | Коце Гюрундов                                   | Велес                                           | Велешка                                         | по болест                                       |
| 10.                                             | Станко Александриев                             | Ловеч                                           | Ловешка                                         | завърнал се                                     |
| 11.                                             | Йордан Михайлов                                 | Галичник                                        | Дебърска                                        |                                                 |
| 12.                                             | Михаил Радев                                    | Цапари                                          | Битолска                                        | по болест                                       |
| 13.                                             | Стойче Нешков                                   | Подино                                          | Битолска                                        |                                                 |
| 14.                                             | Илия Василиев                                   | Стари град                                      | Велешка                                         | убит                                            |
| 15.                                             | Илия Дамянов                                    | Прилеп                                          | Прилепска                                       |                                                 |
| 16.                                             | Михаил Герджиков                                | Пловдив                                         | Пловдивска                                      |                                                 |
| 17.                                             | Ристо Митрев                                    | Велес                                           | Велешка                                         |                                                 |
| 18.                                             | Никола Гелев                                    | Велес                                           | Велешка                                         |                                                 |

Стефан Димитров загива на 5 май 1905 година при село Гостиражни след изненадващо нападение на четата на Григор Соколов. На негово място велешки войвода става Панчо Константинов, а на помощника на Димитров Пеню Шиваров е забранено да работи повече във Велешко.
За него се пее песента „Слушам буките кай бучат“.